# Grivița (Ialomița)
Griviţa é uma comuna romena localizada no distrito de Ialomiţa, na região de Muntênia. A comuna possui uma área de 74.64 km² e sua população era de 3304 habitantes segundo o censo de 2007.